# Železniško postajališče Petrovče
Železniško postajališče Petrovče je eno izmed železniških postajališč v Sloveniji, ki oskrbuje bližnje naselje Petrovče.